# Huos
Huos (Okzitanisch: Uòs) ist eine französische Gemeinde mit 492 Einwohnern (Stand: 1. Januar 2022) im Département Haute-Garonne in der Region Okzitanien; sie gehört zum Arrondissement Saint-Gaudens und zum Gemeindeverband Pyrénées Haut Garonnaises. Die Einwohner werden Huosais genannt.

## Geografie

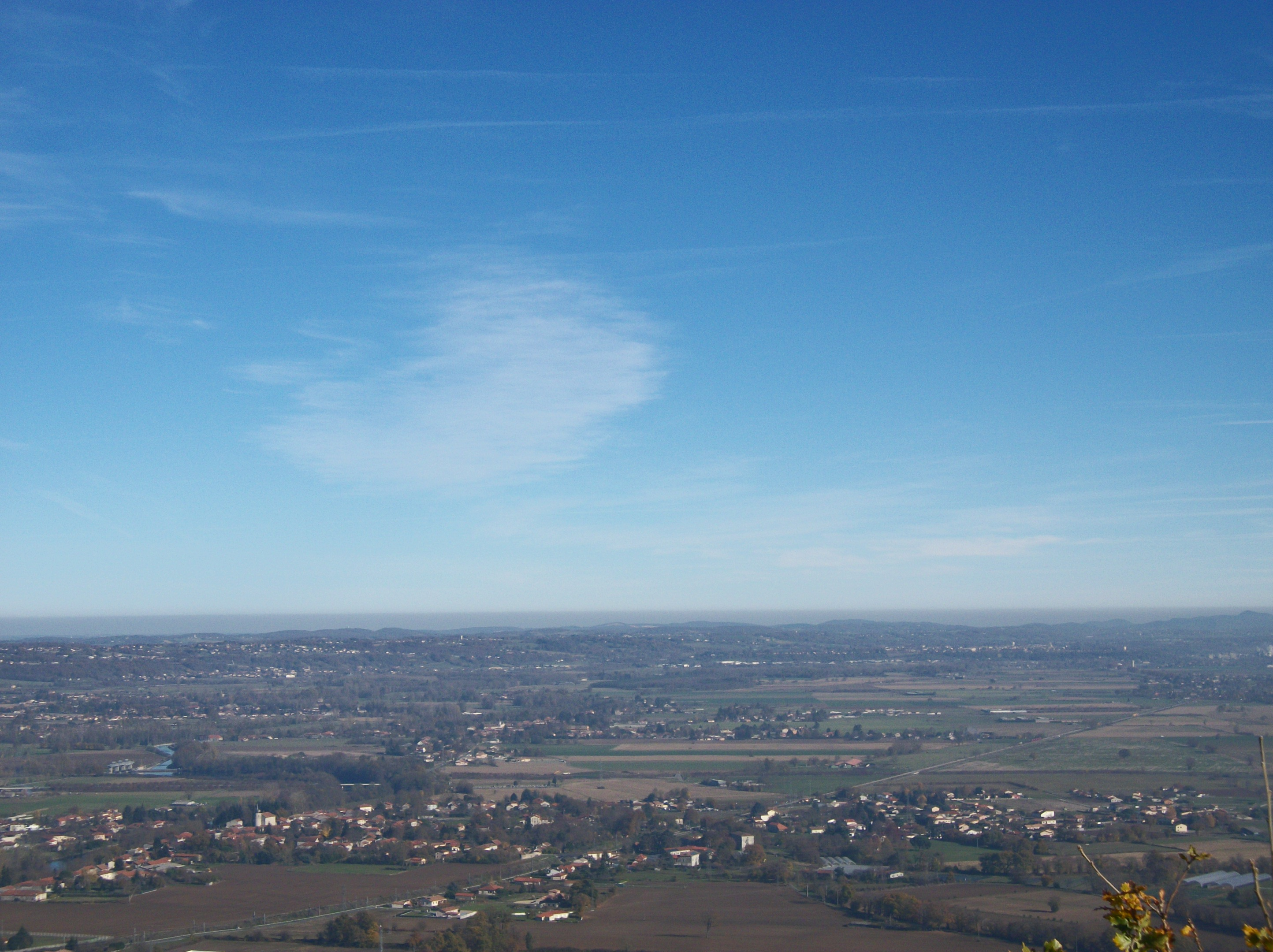
Blick auf die Garonne-Flussebene (Huos im Vordergrund) vom Picon Garros aus (631 m)

Die Gemeinde Huos liegt am rechten Ufer der Garonne am Rand der Pyrenäen in der historischen Provinz Comminges, etwa in der Mitte zwischen den beiden Städten Saint-Gaudens und Lannemezan. Das mit 4,09 km² recht kleine Gemeindegebiet erstreckt sich von der Garonne inklusive einer Flussinsel im Norden über eine nur wenig höher gelegene Terrasse mit dem Dorf Huos und kleineren Ackerflächen bis zum Fuß der Pyrenäen im Süden. Zur Gemeinde gehört auch ein Anteil am Hangwald La Forêt. Das Gelände steigt hier steil an und erreicht im Cap de la Bousigue mit 702 m über dem Meer den höchsten Punkt im Südzipfel der Gemeinde. Umgeben wird Huos von den Nachbargemeinden Ausson im Norden, Pointis-de-Rivière im Nordosten, Cier-de-Rivière im Osten, Labroquère im Süden, Seilhan im Südwesten sowie Gourdan-Polignan im Westen.

## Bevölkerungsentwicklung
| Jahr      | 1962 | 1968 | 1975 | 1982 | 1990 | 1999 | 2006 | 2014 | 2021 |
| Einwohner | 439  | 418  | 366  | 368  | 428  | 450  | 454  | 486  | 486  |

Im Jahr 1831 wurde mit 808 Bewohnern die bisher höchste Einwohnerzahl ermittelt. Die Zahlen basieren auf den Daten von cassini.ehess und INSEE.

## Sehenswürdigkeiten

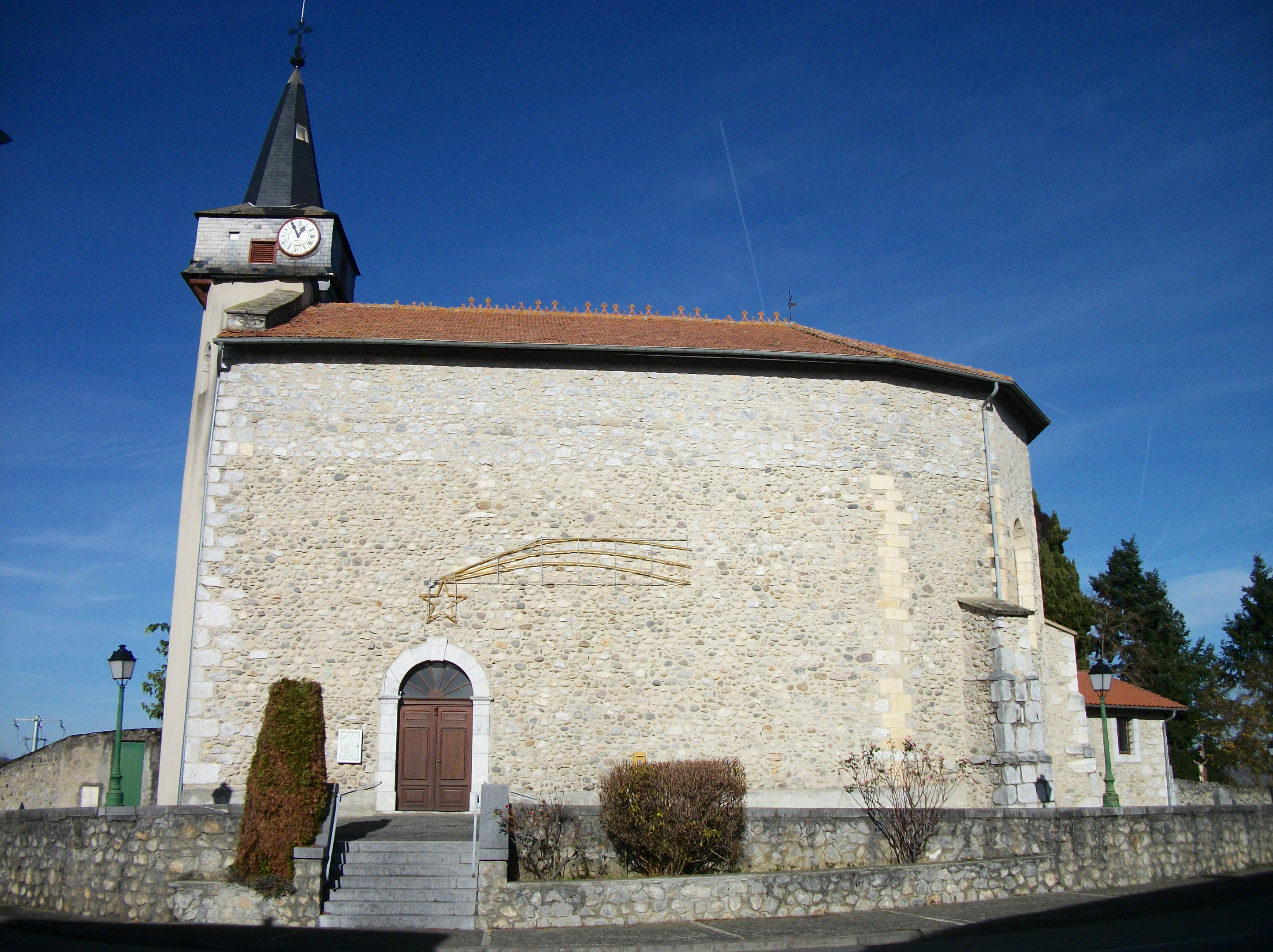
Kirche Saint-Saturnin
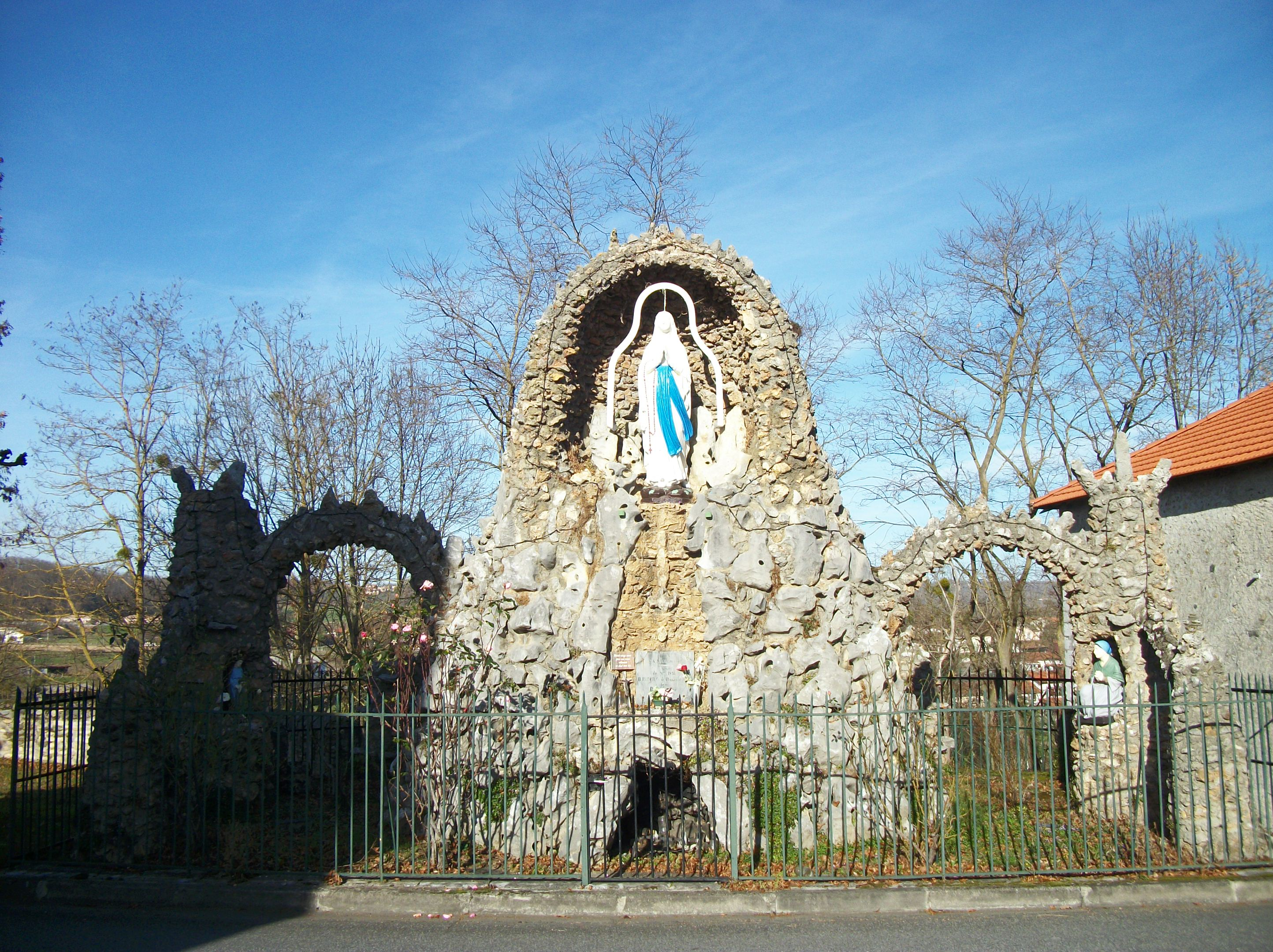
Lourdesgrotte
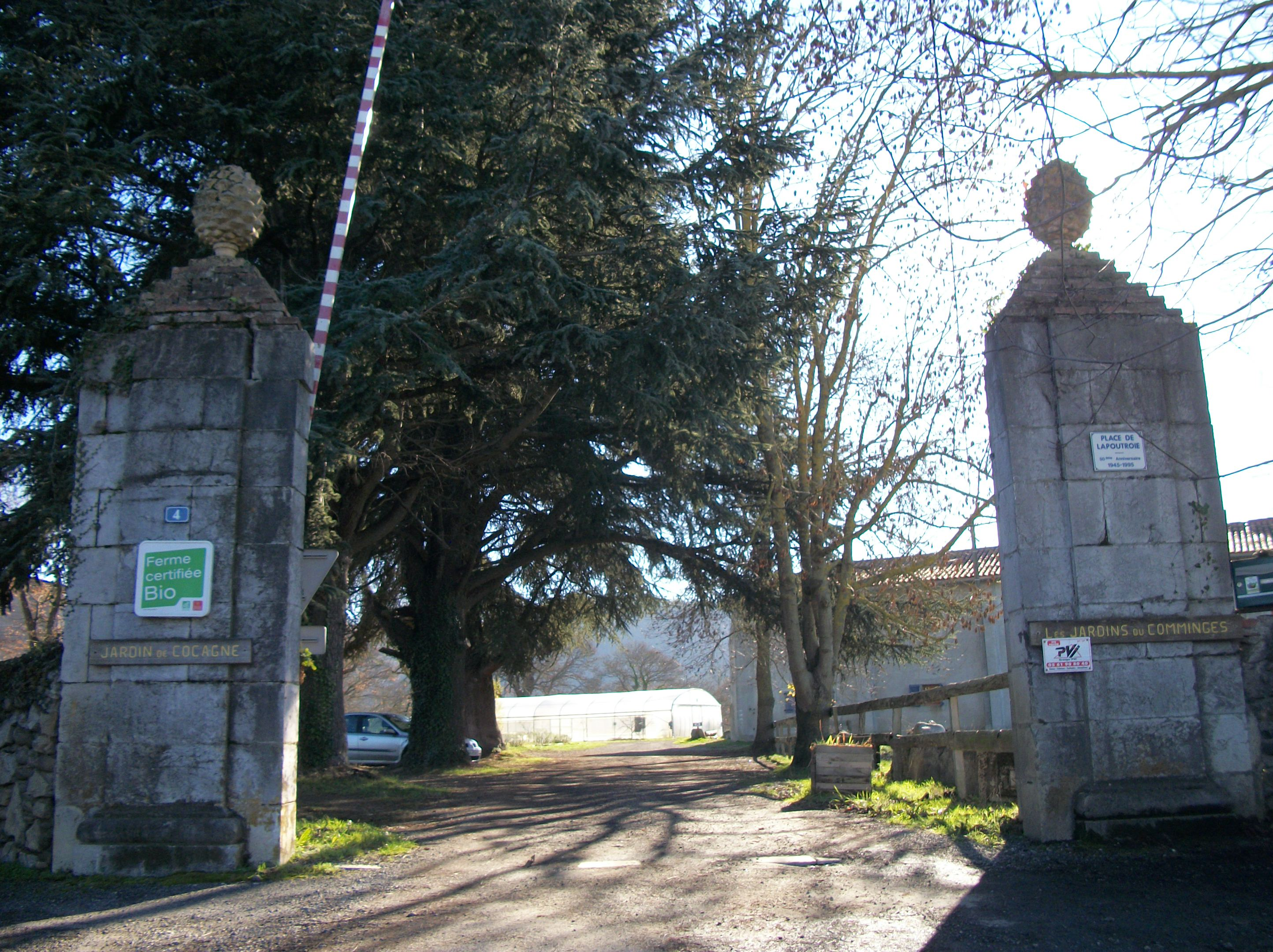
Eingang zu den Jardins du Comminges

- Lourdesgrotte mit Marienstatue und Bernardette-Darstellung
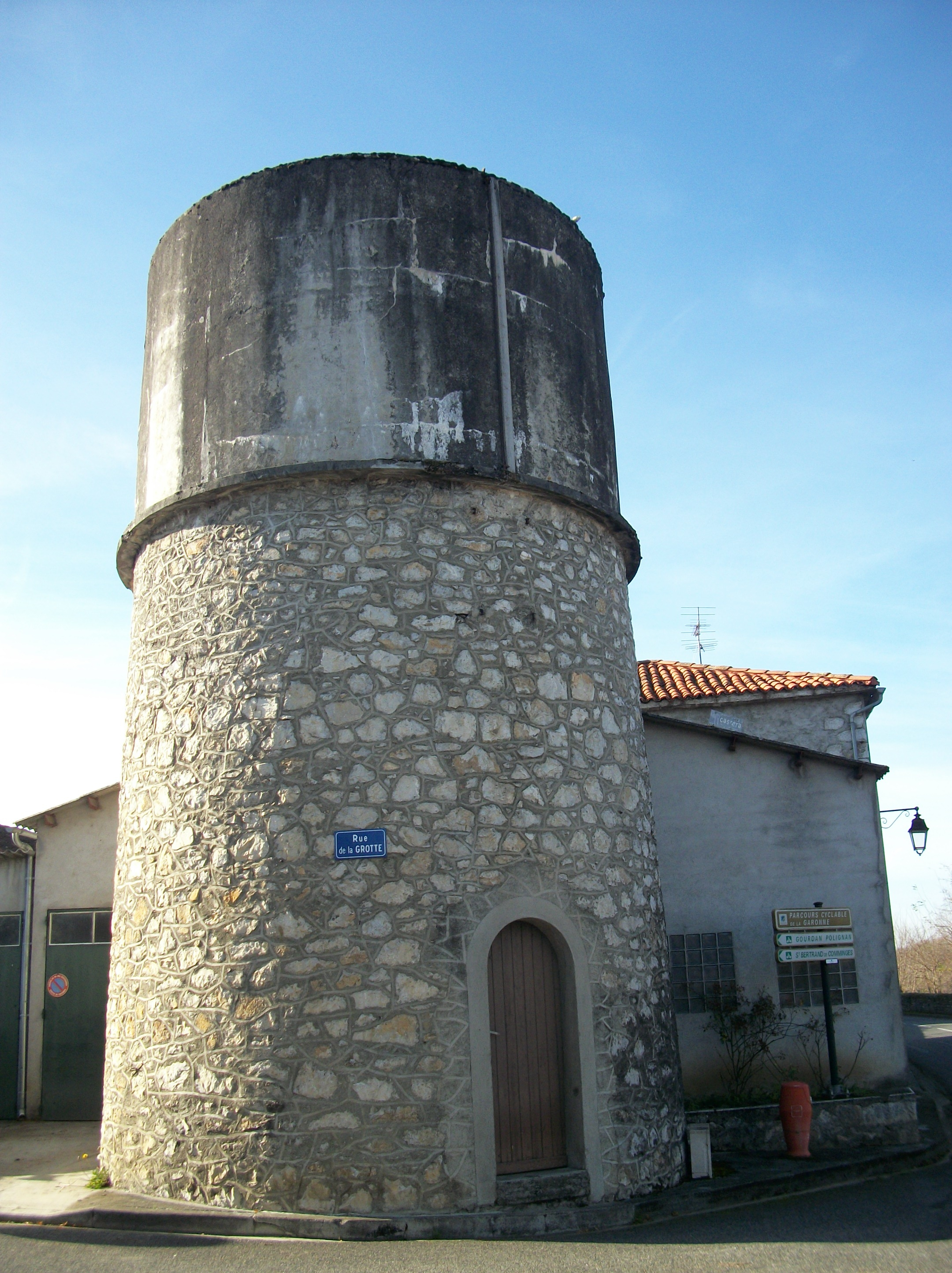
Wasserturm
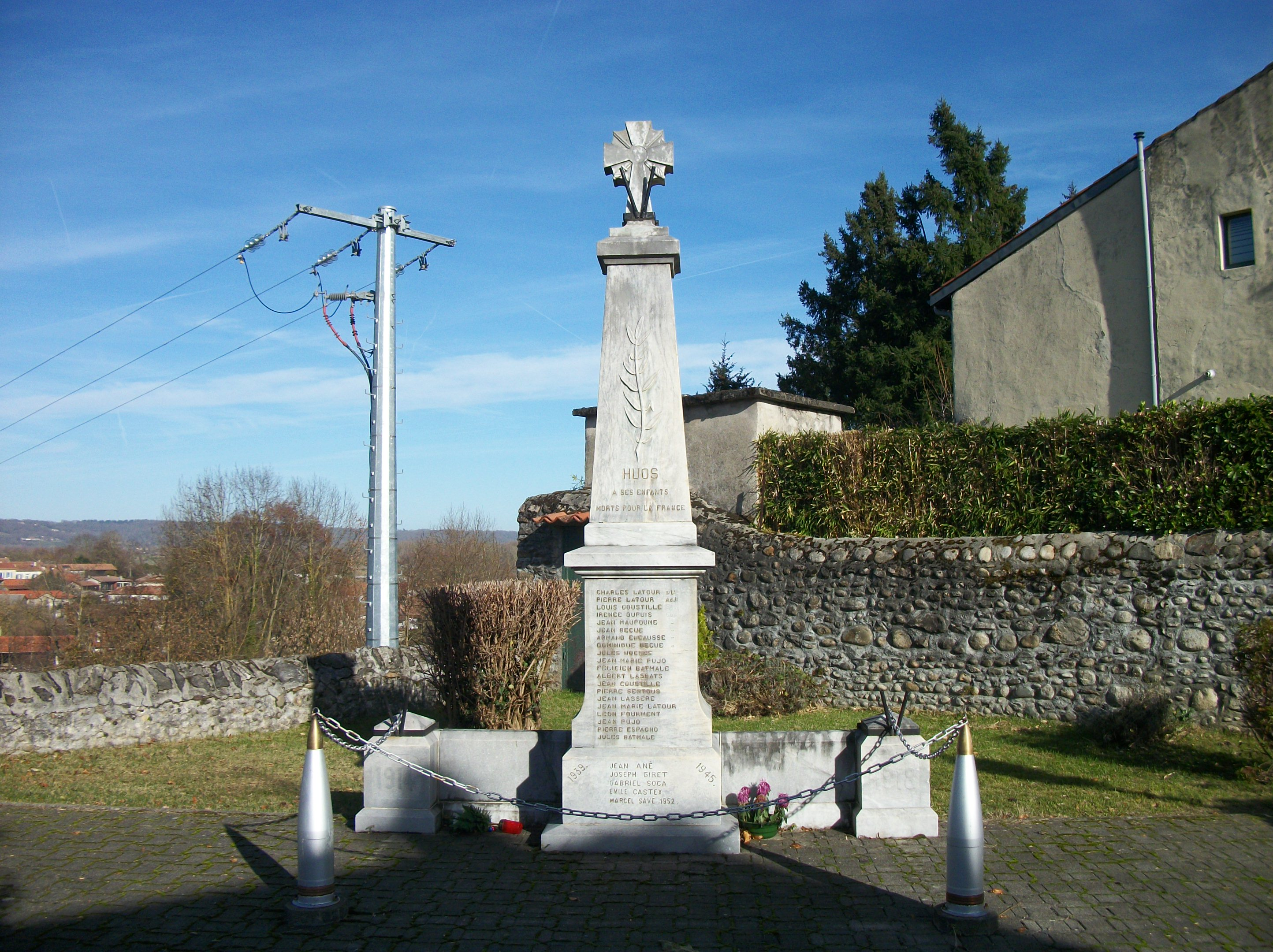
Gefallenen-Denkmal

- Gefallenendenkmal

- Kirche Saint-Saturnin
- Lourdesgrotte
- Eingang zu den Jardins du Comminges
- Wasserturm
- Gefallenen-Denkmal

## Wirtschaft und Infrastruktur
In Huos sind acht Landwirtschaftsbetriebe ansässig (Getreideanbau, Ziege- und Schafnzucht). Darüber hinaus gibt es eine Garten-Kooperative (Jardins du Comminges) und viele Nutzgärten.
Durch das Gemeindegebiet von Huos führt die Autoroute A645. Zwei Kilometer westlich von Huos befindet sich der Bahnhof Montréjeau-Gourdan-Polignan an der Bahnstrecke Toulouse–Bayonne.

## Persönlichkeiten
- Christian Piquemal, französischer General, geboren 1940 in Huos

## Belege
1. ↑  Huos auf cassini.ehess
2. ↑  Huos auf INSEE
3. ↑  Landwirtschaftsbetriebe auf annuaire-mairie.fr